# Electric Building
El Electric Building es un edificio de estilo art déco y neorrenacentista de 18 pisos ubicado en el centro de la ciudad de Fort Worth, en el noreste del estado de Texas (Estados Unidos). El edificio alberga actualmente apartamentos y la planta baja se utiliza para tiendas minoristas. Mide 69,80 metros de altura y tiene 15 pisos. Fue agregado al Registro Nacional de Lugares Históricos en 1995.

## Historia
La construcción del edificio comenzó en diciembre de 1927. Se eligió al arquitecto Wyatt C. Hedrick para diseñar el edificio.
La estructura consta de tres inmuebles. La torre se abrió en 1929. En 1930 se inauguró un anexo de seis pisos al norte ya lo largo de Lamar Street. En la última fase se construyó el Teatro Hollywood, que es la parte que cuenta con más elementos art déco.
Interfirst Bank compró el edificio en 1974. Después de cerrar el Hollywood Theatre en 1976, fue remodelado como una instalación bancaria.
Robert Bass lo compró en 1984. En 1994 Bass lo convirtió en un complejo de apartamentos. En 2009 se lo vendió a Atlas Properties, y en 2016 Tradewind Properties of Houston se lo compró a esta.